# Gylfaginning

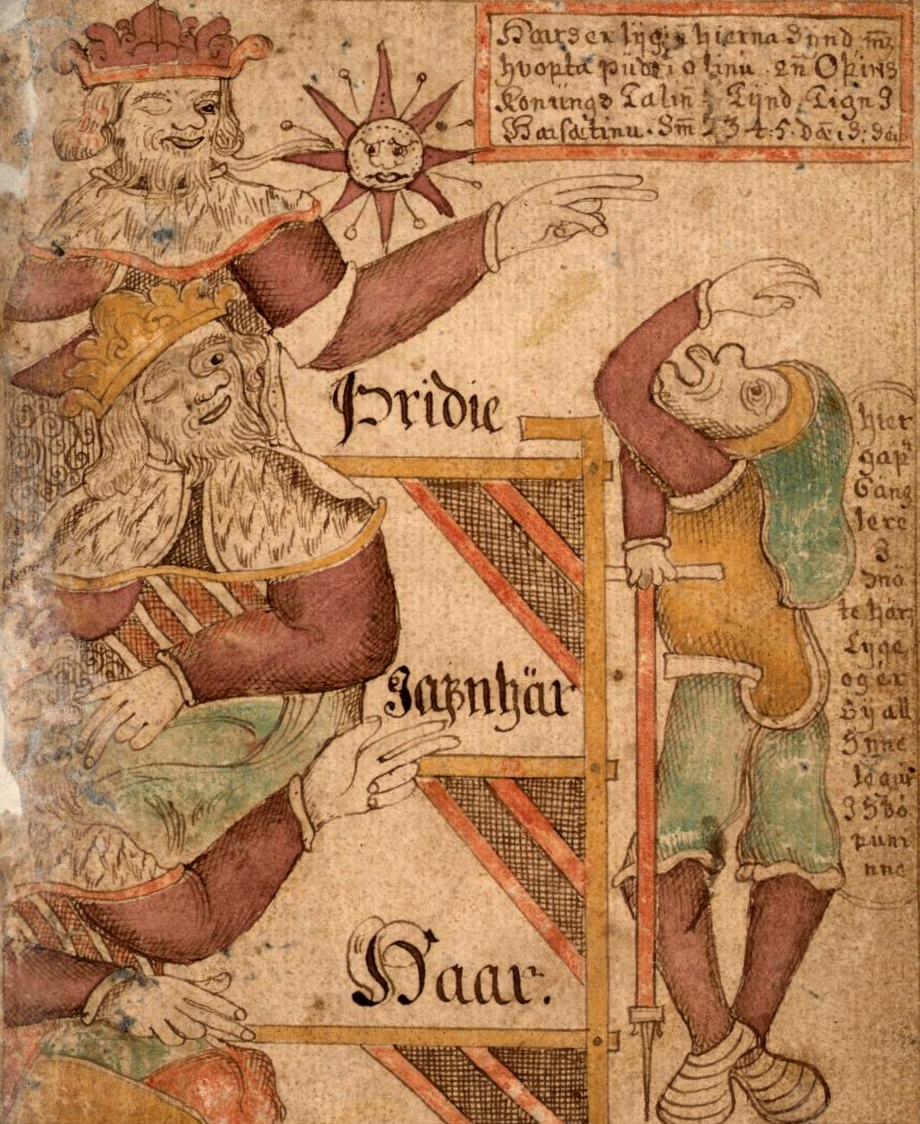
Gylfaginning

Die Gylfaginning (Gylfis Täuschung) ist ein Hauptteil der prosaischen Snorra-Edda des isländischen Skalden Snorri Sturluson. Sie erzählt von dem sagenhaften skandinavischen König Gylfi, der sich auf die Reise zu den Göttern begibt, um von ihnen kosmogonisches und kosmologisches Wissen zu erlangen. In Form eines didaktischen Dialogs, der sich am Ende als Sinnestäuschung entpuppt, stellt Gylfi den Göttern Fragen zur nordischen Mythologie.

## Bedeutung der Gylfaginning
Die Gylfaginning enthält einen Abriss der vorchristlich-heidnischen Mythologie der nordgermanischen Kultur, welcher angehenden Skalden die mythologischen Konzepte erläutern soll, die den Kenningar zugrunde liegen. Die Beschreibungen und Erklärungen sind vermutlich nicht genuin germanisch, da die Texte nach der Christianisierung entstanden sind und ein christlicher Einfluss als sehr wahrscheinlich gilt.

Die Gylfaginning bezieht sich in ihrem mythologischen Lehrgebäude nicht auf die Bewahrung der metrischen Formen der alten Skaldendichtung; es geht ihr ausschließlich darum, Stoff, mythische Motive, Namen und Anregungen für die stilistischen Umschreibungen der Skalden zu liefern.

## Technik der Gylfaginning
In der äußeren Rahmenhandlung (Kap. 2 und 54) entwirft Snorri die pseudo-historische Realität des skandinavischen Königs Gylfi und seines Wegs zu den Æsir. Das erste Kapitel, die Gefjon-Episode, berichtet von der Motivation Gylfis, mehr über die Æsir erfahren zu wollen. Die nachfolgende Sinnestäuschung Gylfis gestaltet Snorri als Dialog des Königs mit drei Göttern auf ihren Hochsitzen: dem Hohen, dem Gleichhohen und dem Dritten. Die Antworten der Æsir auf die Fragen Gylfis ist der Vision der Völva in der eddischen Völuspá entlehnt, die mit der Schöpfung beginnt, theologische und anthropologische Theorien verkündet, eine kosmologische Topologie entwirft, ätiologische Welterklärung bietet und mit der Eschatologie eines Weltalters im Ragnarök endet. All dies ist auch Thema der Gylfaginning.
Mit dem Zwiegespräch zwischen fragendem Schüler und antwortendem Lehrer greift Snorri auf ein geläufiges mittelalterliches Stilmittel zurück. Es wird vermutet, dass Snorri dieses Schema Vorlagen wie den Gregoriusdialogen und der lateinischen Enzyklopädie Elucidarium entlehnt hat. Letztere war schon im 12. Jahrhundert ins Isländische übersetzt worden. Mit der Grímnismál und der Vafþrúðnismál verwenden auch Dichtungen der Lieder-Edda die als Wissensdichtung oder Wissensbegegnung bekannte literarische Technik. Am Ende der Fragen und Antworten bezahlt hier der Unterlegene mit dem Leben.

## Snorris Quellen
Trotz christlicher Einflüsse ist die Gylfaginning mit ihrer umfassenden nordischen Mythographie eine wichtige Quelle zum Verständnis der altnordischen Weltanschauung. Wesentlich ist dabei Snorris distanzierte Haltung und sein Verzicht auf moralische Wertungen und Kommentare. Snorris profunde mythologische Kenntnisse lassen darauf schließen, dass er neben der Lieder-Edda weitere, heute verlorene Quellen genutzt hat. Da schriftliche Bearbeitungen dieser Themen für das 12. Jahrhundert denkbar, aber nicht belegt sind, liegt die Vermutung nah, dass er viele Informationen mündlicher Erzähltradition verdankt. Ob Snorri in der Gylfaginning selbst auch als kreativer Dichter tätig war, bleibt eine offene Frage.

## Kommentierter Inhalt nach Kapiteln
Gylf.1 – Gylfi schenkt der Gefjon für ihren Gesang ein Stück Land:
- Gylf.1 führt den sagenhaften König Gylfi ein. Dieser repräsentiert die Bevölkerung Schwedens vor Ankunft der aus Snorris euhemeristischer Perspektive kulturbringenden Æsir. Gylfi bietet einer umherziehenden Frau namens Gefjon aus dem Geschlecht der Æsir soviel Land an, wie sie an einem Tag mit vier Ochsen pflügen kann. Die Ochsen, in Wirklichkeit ihre riesischen Söhne aus Jötunnheimr, reißen ein Stück von Gylfis Königreich los und ziehen es nach Westen. So entsteht die Insel Seeland.
- Gefjon ist Wandergefährtin Óðinns, und zauberkundig wie Gylfi. Sie ist die asianische Stammmutter der dänischen Dynastie der Skjöldungen.
- Abschließend zitiert Snorri eine skaldische Strophe, welche die mythische Landnahme Gefjons thematisiert und von Bragi dem Alten stammen soll. Die Protagonisten dieser Strophe sind noch Götter, diejenigen Snorris mächtige irdische Herrscher auf der Flucht.
- Gylf.1 bezieht sich euhemeristisch auf Óðinn und die Seinen, die laut gelehrter altisländischer Urgeschichte aus dem Osten (aus Asien) nach Mittel- und Nordeuropa und zuletzt nach Alt-Sigtuna am Mälarsee eingewandert sind (vgl. auch Prolog Snorra-Edda und Ynglinga saga, Kap.5).

Gylf.2 – König Gylfi zieht nach Ásgarðr, um von den zauberkundigen Asen zu lernen:
- Durch Gefjon erfährt Gylfi vom mächtigen Volk der Æsir. Neugierig geworden fragte er sich, woher diese Macht kommt. Um dies zu erfahren, begibt er sich in die Maske des Gangleri (der vom Gehen müde; der einsame Wanderer – ein Óðinn-Heiti, das Snorri für Gylfi übernimmt, ohne dadurch eine Identität von Gylfi und Odin zu unterstellen). Snorri zitiert erneut eine skaldische Strophe, diesmal von Þjódólfr ór Hvini (9. Jahrhundert), in der dieser Valhöll schildert.
- Gylfi kommt in Ásgarðr an, überwältigt von der architektonischen Schönheit des Wohnsitzes der Æsir. Ein Türhüter lässt ihn eintreten, und er begegnet den sich unbeschwert vergnügenden Bewohnern. Gylfi spricht eine skaldische (lose) Strophe (Lausavísa), die eine magische Schutzformel in dichterische Form bringt.
- Die Æsir durchschauen die Maskerade und blenden Gylfi.
- Gylfi erblickt drei Hochsitze, auf denen die Hausherren Hof halten. Es handelt sich um die Trinität Óðinn, Vili und Vé – der Hohe, der Gleichhohe und der Dritte. Der Hohe bietet Gylfi eine charakteristische germanische Wissensbegegnung an (vgl. Vafþrúðnismál), in der der Verlierer meist mit dem Leben bezahlt.

3. Frage nach dem höchsten und ältesten der Götter

4. Die Entstehung der Welt

5. Die Schaffung der Welt in Ginnungagap

6. Ýmir und Auðhumbla

7. Die Tötung des Ýmir

8. Die Erschaffung der Welt aus Ýmir

9. Die Erschaffung der Menschen Ask und Embla

10. Tag und Nacht

11. Sonne und Mond

12. Das Schicksal von Sonne und Mond

13. Himmelsbrücke Bifröst

14. Goldenes Zeitalter und Erschaffung der Zwerge

15. Yggdrasil und Urds Brunnen

16. Die Tiere an Yggdrasil

17. Weitere Gebäude des Himmels

18. Der Windriese Hräswelg

19. Sommerhitze und Winterkälte

20. Odin

21. Thor

22. Baldur

23. Njörðr und Skadi

24. Freyr und Freyja

25. Tyr

26. Bragi

27. Heimdall

28. Hödur

29. Widar

30. Ali oder Wali

31. Uller

32. Forseti

33. Loki

34. Lokis Kinder: der Fenriswolf, die Midgardschlange und Hel

35. Asinnen

36. Walküren

37. Freyrs Brautwerbung um Gerd

38. Die Einherjer

39. Heidrun und Eikthyrnir

40. Walhalla

41. Die Einherier in Walhalla

42. Sleipnir; Der Bau Walhallas

43. Skidbladnir

44. Thor und das Lahmen seines Bockes

45. Thors Ostfahrt: Skrymir

46. Bei Utgardloki

47. Wettkämpfe; Utgardloki erweist sich als Trugbild

48. Thor bei Hymir (der hier Ymir genannt wird)

49. Baldurs Tod durch den Schuss Hödurs

50. Loki wird gefangen

51. Die Götterdämmerung/Ragnarök

52. Gute und schlechte Orte

53. Die neue Erde

54. Unter Getose verschwindet das Blendwerk und Gylfi steht allein da